# Scholarpedia
A Scholarpedia egy internetes, wiki-alapú, angol nyelvű enciklopédia, amelyet célkitűzése szerint csak tanárok, tudósok vagy professzorok – tehát bármilyen, az adott téma szakértőjének tekinthető szakemberek szerkeszthetnek. Az oldal célja, hogy hiteles és megbízható forrást nyújtson az egyszerűbb és bonyolultabb témákban. A weboldalt 2006. február 5-én alapította Eugene M. Izhikevich.
A Scholarpedia forrásként idézhető, ISSN-száma 1941-6016.